# Inocybe lacera
A Inocybe lacera é uma espécie venenosa de fungo da família Inocybaceae. Seu basidioma é pequeno, marrom e indistinto. No entanto, ela pode ser distinguida por suas características microscópicas, especialmente seus esporos longos e lisos. Assim como muitas outras espécies de Inocybe, a I. lacera contém a substância muscarina que, se consumida, pode causar salivação, lacrimejamento, micção, defecação, problemas gastrointestinais e vômito. Encontrada na Europa e na América do Norte, ela geralmente cresce no outono em bosques mistos, favorecendo o solo arenoso. Há várias subespécies documentadas além da I. lacera var lacera principal, incluindo a forma anã I. lacera var. subsquarrosa e I. lacera var. heterosperma, encontradas na América do Norte.

## Taxonomia
A Inocybe lacera foi descrita pela primeira vez pelo micologista sueco Elias Magnus Fries, mas foi colocada no gênero Inocybe por Paul Kummer em seu trabalho de 1871, Der Führer in die Pilzkunde. Como várias formas da espécie são reconhecidas, a variedade principal é as vezes referida como Inocybe lacera var. lacera. É comumente conhecida na língua inglesa como Torn Fibrecap, enquanto em alemão é conhecida como Gemeiner Wirrkopf e em francês como Inocybe déchiré.

## Descrição

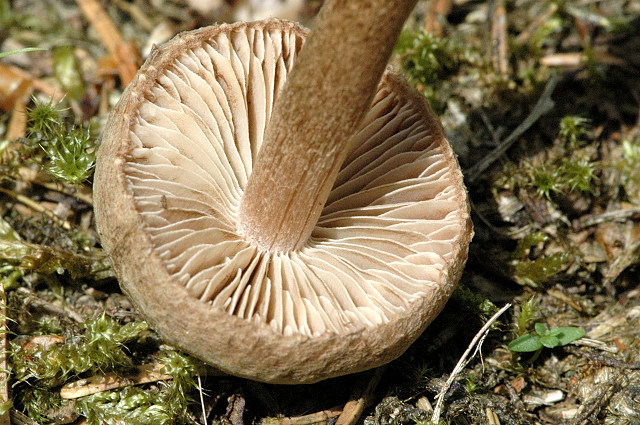
Lamelas da I. lacera.

Na aparência, a I. lacera é um típico pequeno cogumelo marrom, que refere-se a um grande número de espécies de cogumelos agáricos pequenos e de cor opaca, mas as características específicas são muito variáveis. Normalmente, apresenta um píleo convexo medindo de 1 a 3 cm de diâmetro, com um pequeno umbo. A margem do píleo se curva para dentro e frequentemente se divide. A cor é marrom-esfumaçada e a consistência é fibrilosa e escamosa. O estipe tem de 2 a 3 cm de altura e de 3 a 6 mm de espessura, é marrom na base ligeiramente bulbosa, mas mais claro em direção ao ápice e, novamente, fibriloso. As lamelas adnexas são brancas em espécimes mais jovens, logo mudando para um marrom opaco com bordas brancas.

### Características microscópicas
A Inocybe lacera tem cistídios fusiformes de paredes espessas, com incrustações apicais. Produz uma esporada marrom, enquanto os esporos subcilíndricos são lisos, medindo normalmente de 11 a 15 por 4,5 a 6 μm de tamanho. A I. lacera faz parte de um pequeno grupo de espécies relacionadas que têm esporos particularmente longos e cilíndricos, que são normalmente encontrados em espécies de dunas de areia. Esse formato de esporos é mais típico de espécies da ordem Boletales. Essas características tornam a I. lacera facilmente reconhecível microscopicamente. A forma anã, I. lacera var. subsquarrosa, tem esporos pequenos e cistídios de paredes finas, enquanto uma variedade norte-americana, I. lacera var. heterosperma, tem esporos que variam de 5,5 a 15,5 μm de comprimento. A espécie tem basídios com 4 esporos.

### Espécies semelhantes
A Inocybe hystrix tem aparência semelhante, mas é visivelmente mais escamosa. Também é menos comum.

## Comestibilidade
A Inocybe lacera tem carne de sabor suave e um cheiro suave de farinha. A variedade norte-americana I. lacera var. heterosperma tem um odor espermático. No entanto, as espécies de Inocybe devem sempre ser evitadas ao escolher cogumelos para consumo, pois muitos dos membros do gênero são perigosamente tóxicos. A I. lacera é conhecida por ser venenosa, contendo quantidades do composto muscarina. O consumo do cogumelo pode causar salivação, lacrimejamento, micção, defecação, problemas gastrointestinais e vômito, conjunto de sintomas chamado de síndrome colinérgica. Outros efeitos potenciais incluem queda da pressão arterial, sudorese e morte por insuficiência respiratória.

## Habitat e distribuição
O cogumelo Inocybe lacera pode ser encontrado durante todo o outono em solo arenoso, especialmente com pinheiros, embora seja normalmente encontrado em bosques mistos. Ele cresce micorrizicamente com coníferas e madeiras de lei, e os cogumelos podem ser encontrados sozinhos, em grupos dispersos ou crescendo gregariamente. É mais comumente encontrado na borda de trilhas através de florestas; outro habitat comum é em locais de incêndio antigos cobertos de musgo. Outros habitats incluem charnecas e dunas costeiras. Pode ser encontrado na Europa e na América do Norte. Em algumas áreas de Montana, pode ser encontrado crescendo na primavera sob Populus tremuloides.